# Asian
Pour les trois autres race de chats asiatiques, voir Groupe des asians.
L'asian, aussi appelé asiatique est une race de chat originaire d'Angleterre. Ce chat de taille moyenne est une variété du burmese anglais qui possède des robes et des patrons différents du mink mais en ayant le même physique. Il est issu du programme d'élevage du burmilla mené par la baronne Miranda von Kirchberg.

## Historique
L'élevage de la race a commencé par accident en Angleterre, en 1981 lorsqu'à l'insu de leur maîtresse la baronne Miranda von Kirchberg, un burmese européen et un persan chinchilla eurent une portée de chatons à l'allure du burmese mais de couleur chinchilla. La beauté des chatons incita la baronne à lancer un programme d'élevage de burmeses argentés et créa la race burmilla. De ce programme d'élevage naquirent de nombreux chatons dont la couleur n'était pas celle du chinchilla ou dont la robe avait les poils longs, ce qui donna respectivement naissance aux races asian et tiffanie,.

## Standard
L'asian est reconnu par les fédérations suivantes : GCCF, LOOF et WCF. Le LOOF juge l'asian, le burmilla et le tiffany sur le même standard, ces races étant différentes uniquement par la couleur ou la longueur du poil. Le standard du WCF ajoute quant à lui la remarque que l'asian est de type burmese.
L'asian est un chat de taille moyenne de type semi-foreign, musclé mais élégant. Les pattes sont fines et proportionnées au corps avec des postérieures légèrement plus hautes que les antérieures. Au bout, les pieds sont ovales. La queue est de longueur moyenne, avec le bout arrondi.
La tête est de taille moyenne mais assez haute, entre le menton et le haut du crâne. De face, elle forme un triangle court qui s'affine vers le museau arrondi. Le haut du crâne est large, bombé et le front arrondi. Le nez est marqué par un stop et se termine droit. Les oreilles, de taille moyenne, sont placées bien espacées sur le crâne. Elles sont larges à la base et s'arrondissent à l'extrémité. De profil, elles pointent vers l'avant. Les yeux sont grands, expressifs et bien espacés l'un de l'autre. Le dessous de l'œil est arrondi, tandis que le dessus est droit et penche légèrement vers le nez. Les couleurs entre le jaune et le vert sont acceptées. Le LOOF précise que des yeux couleur or sont préférées chez les chats solides et les yeux verts pour les chats au poil silver.
La fourrure est courte, presque sans sous-poil. Elle doit également être fine, brillante et bien couchée sur le corps. Tous les patrons traditionnels sont acceptés, ainsi que les marquages tabby. Toutes les couleurs sont acceptées pour le WCF, mais le LOOF ne reconnait pas la couleur uni blanc. L'asian uni noir est appelé « bombay » par la GCCF et ne doit pas être confondu avec la race bombay. Les asians chinchilla et smoke sont considérés comme des burmillas.
Les mariages sont autorisés avec le burmese anglais et le burmilla.

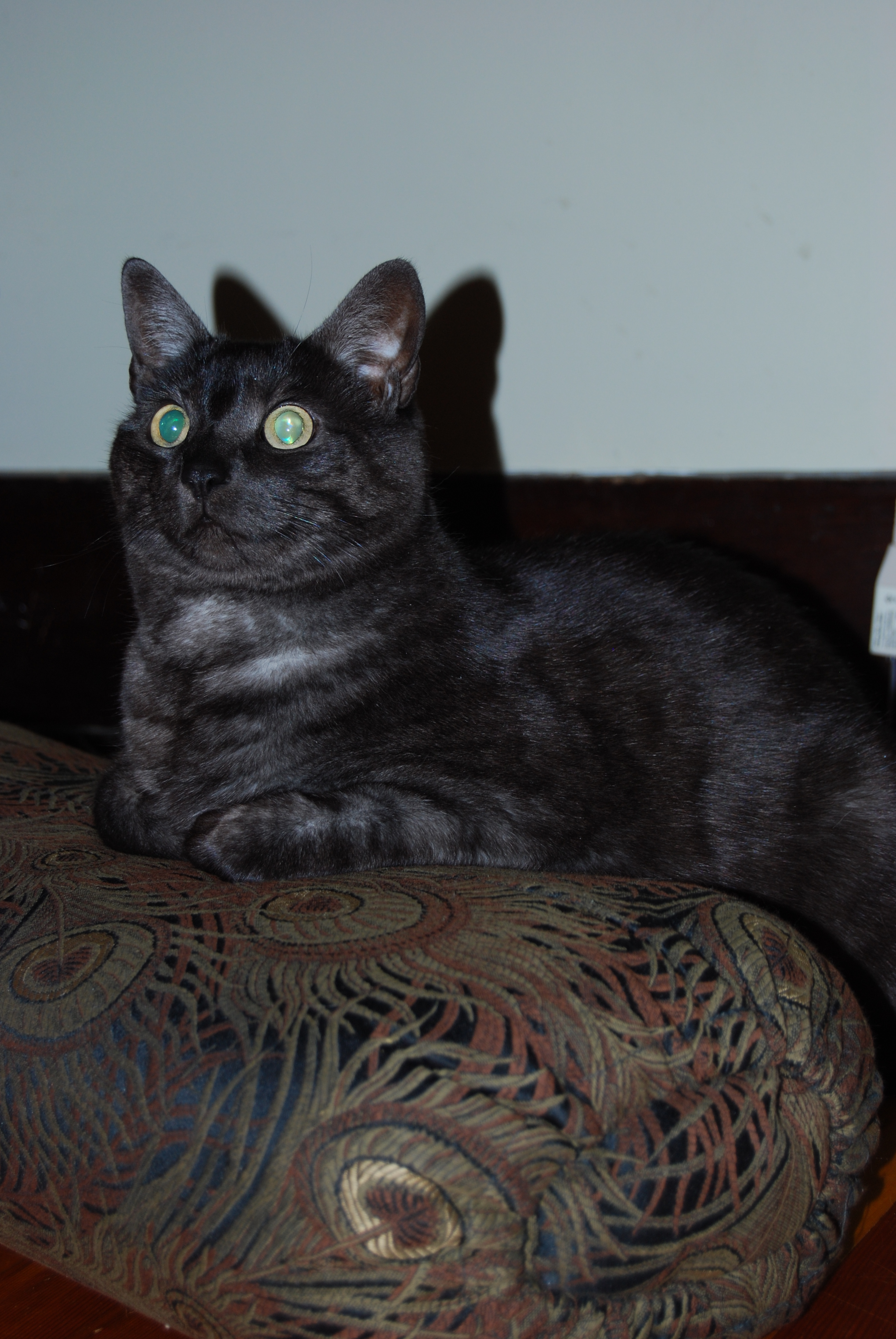
Asian noir

## Caractère
Les traits de caractère restent parfaitement individuels et sont fonction de l'histoire de chaque chat ; cependant, les asians sont considérés par le Dr Brice Fogle comme « plus détendus que le burmese et plus sociables que le persan », ils aimeraient également la compagnie. Le LOOF trouve au contraire que les asians ont un caractère identique au burmese.

## Santé
L'Asian est régulièrement soumis à ces soucis de santé :
- Atrophie rétinienne
- Hypokaliémie
- Polykystose rénale[8]

Son espérance de vie est de quinze ans.